# Waidhofen an der Thaya
Waidhofen an der Thaya (česky Český Bejdov n. Bejdov nad Dyjí) je město v Rakousku, leží v severní části neoficiálního regionu Waldviertel v Dolním Rakousku a je hlavním městem stejnojmenného správního okresu (okres Waidhofen an der Thaya). Žije zde přibližně 5 500 obyvatel. Waidhofen an der Thaya je nejseverněji položené okresní město Rakouska.

## Geografie
Městem protéká řeka Rakouská Dyje.

## Dějiny města
Město bylo poprvé průkazně zmíněno roku 1171 a v roce 1230 mu byla udělena městská práva. Vzhledem ke své hraniční poloze museli obyvatelé města neustále odolávat českým vpádům. Situace se uklidnila teprve roku 1526, kdy nadvládu nad Čechami a Moravou získali Habsburkové. Na místě prvního zemského města setrval Waidhofen až do roku 1848. Díky drobné textilní řemeslné výrobě v okolí došlo na konci 17. století k hospodářskému rozmachu. Vedle Kremže se tak Waidhofen vyvinul na úroveň jednoho z nejdůležitějších výrobních center Waldviertelu.
V roce 1873 zde vypukl velký požár, jemuž padlo za oběť mnoho domů ve staré části města.

## Členění území města
Třináct katastrálních obcí:
- Altwaidhofen
- Altwaidhofen Grosser Wald
- Götzles
- Hollenbach
- Kleineberharts
- Matzles
- Puch
- Pyhra
- Seyfrieds Wald
- Schlagles
- Ulrichschlag
- Vestenötting
- Waidhofen an der Thaya

Kromě toho patří k Waidhofenu ještě osada Dimling.

## Politika

### Starostové
- 1934 až 1938 Johann Haberl (CSP)
- od roku 1955 Franz Leisser (ÖVP)
- 2007 až 2013 Kurt Strohmayer-Dangl (ÖVP)
- 2013 až 2021 Robert Altschach (ÖVP)[5]
- 2021 Eunike Grahofer (ÖVP)
- od roku 2021 Josef Ramharter (ÖVP)

## Galerie

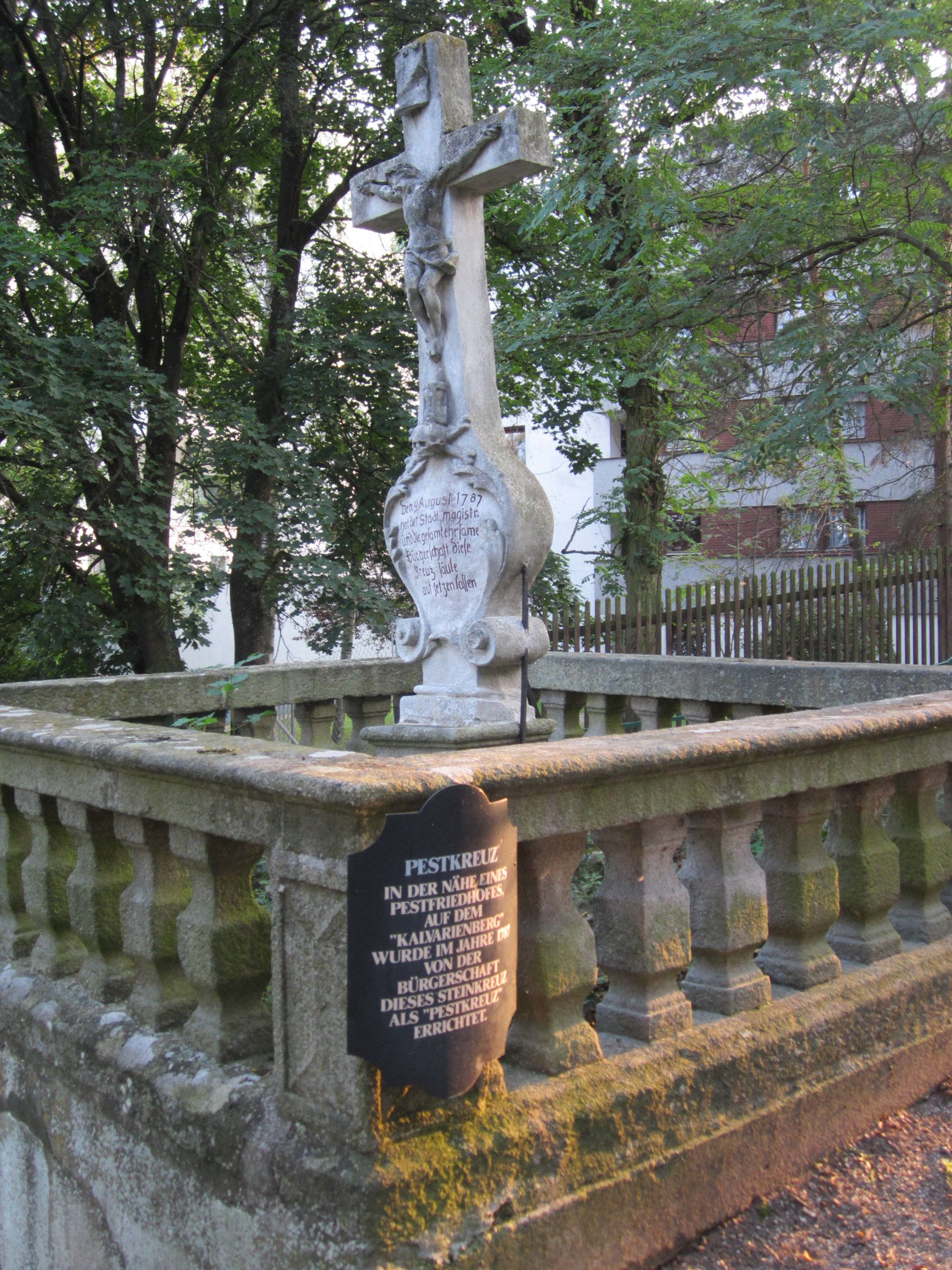
Morový kříž (Waidhofen a. d. Thaya)
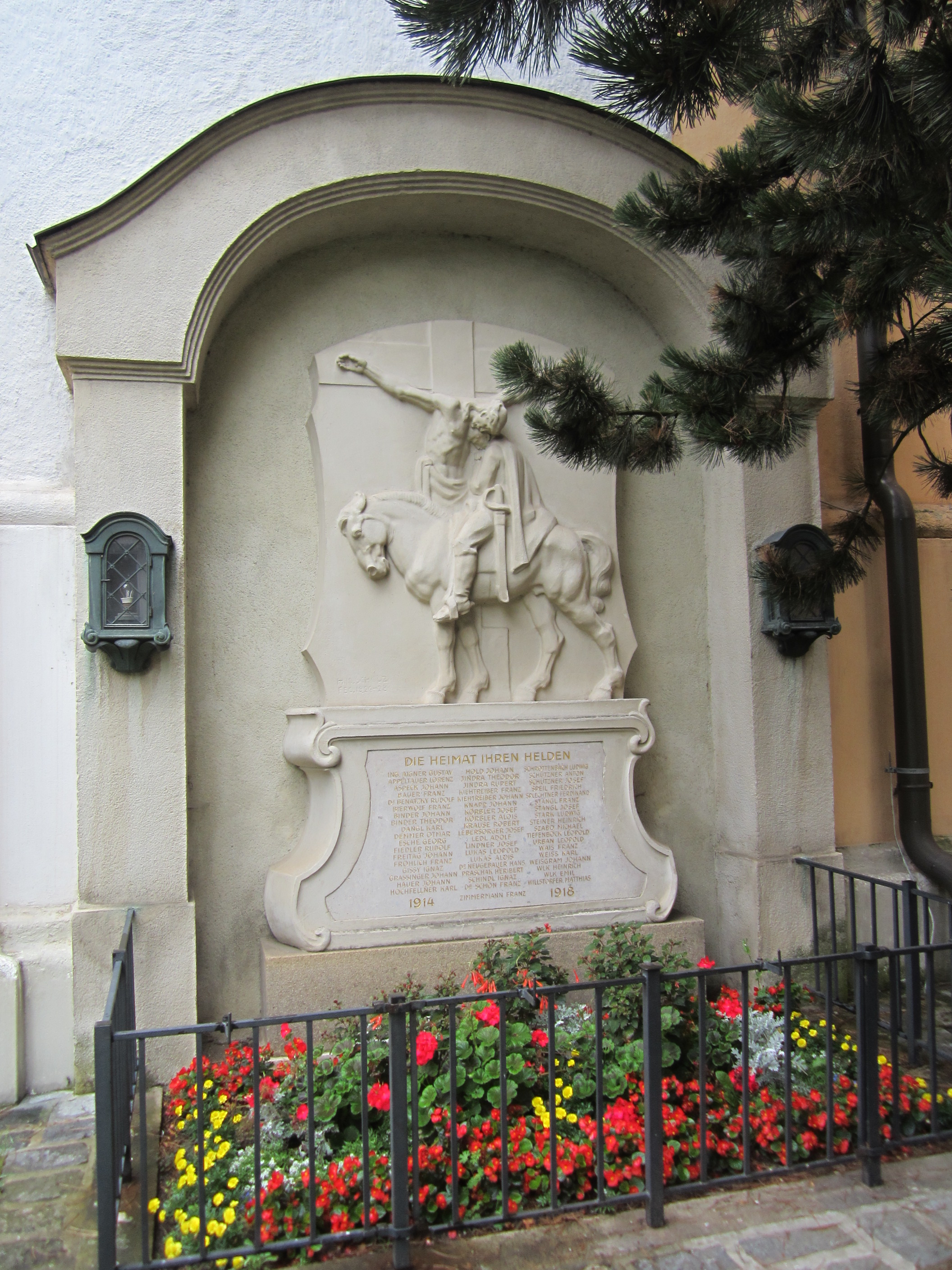
Památník obětem první světové války (Waidhofen an der Thaya)
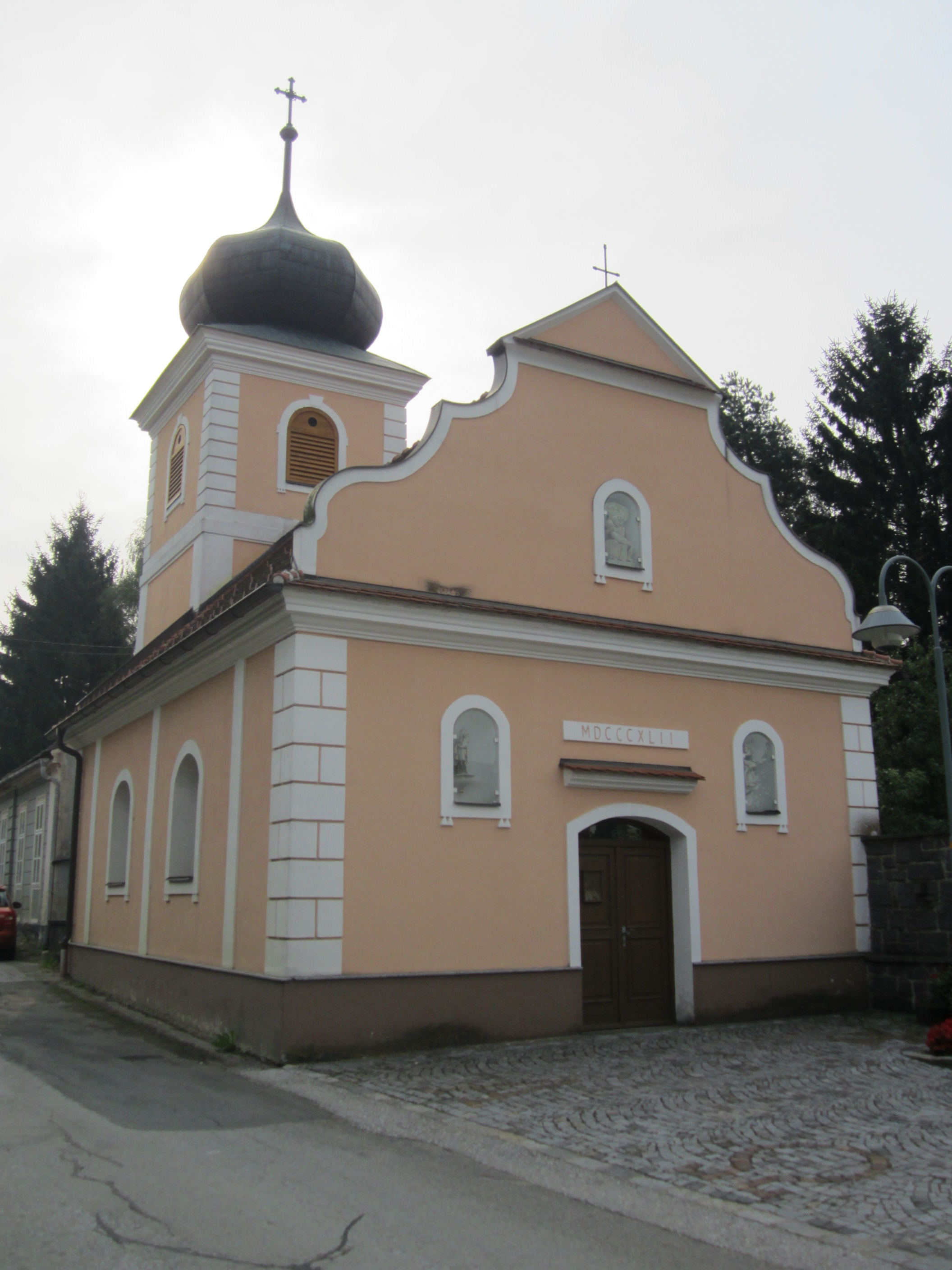
Kaple v Ulrichschlagu (Waidhofen)
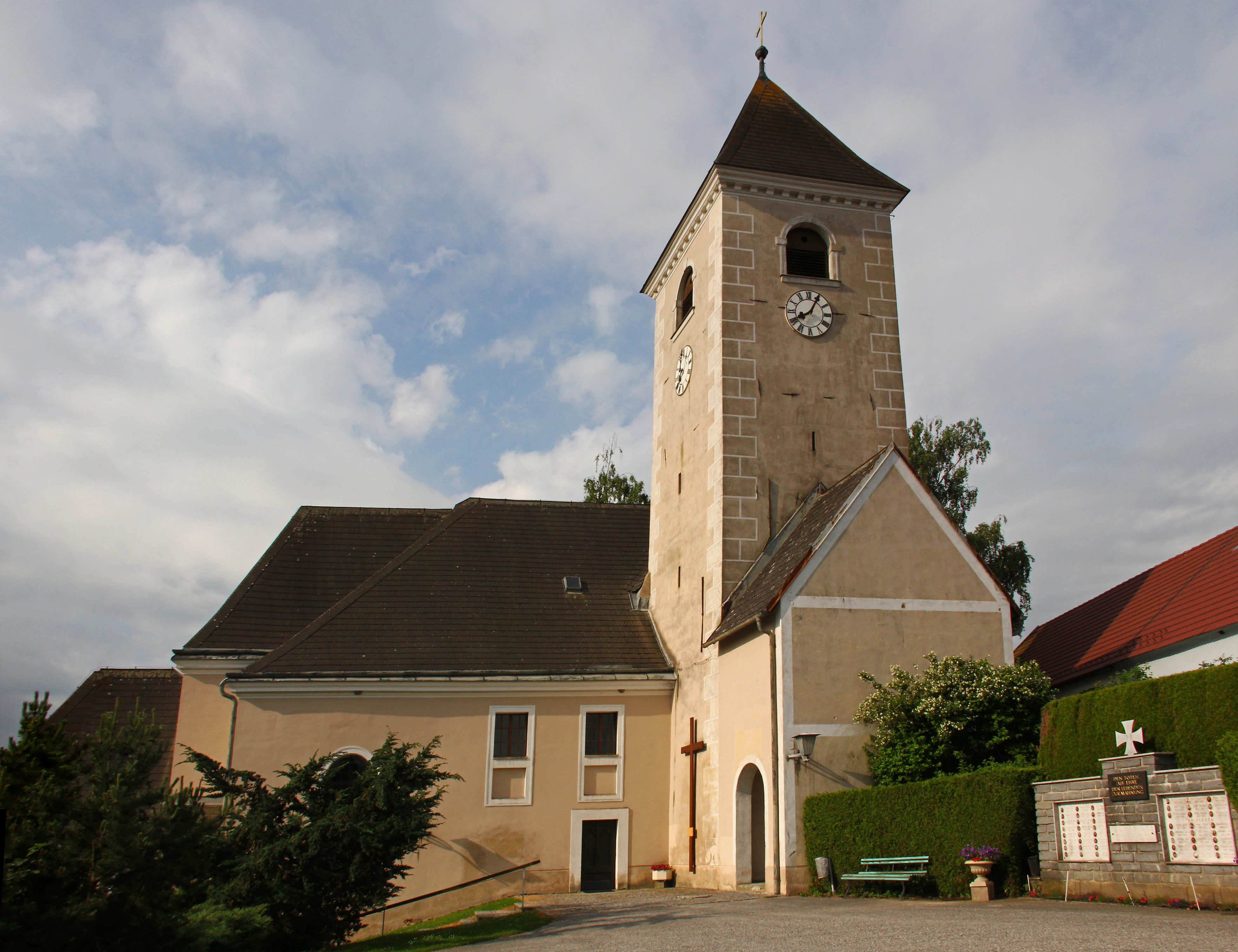
Katolický farní kostel sv. Anny (Puch)

## Sport a kultura
Oblíbenými aktivitami v přírodě jsou vedle golfu pěší a cyklistická turistika. V létě je možné využít městské koupaliště se skluzavkou, skokanskou věží, dětským bazénem, pískovištěm a sprchou v podobě klauna. Jsou zde i další možnosti jak trávit volný čas – jízdou na vodním šlapadle po řece Dyji, stolním tenisem, minigolfem, pit-patem čí plážovým volejbalem. Ve městě je kemp „Thayapark“.
Waidhofen nabízí rozmanitou škálu kulturních pořadů jako divadelní představení, koncerty, muzikály a výstavy. Waidhofenské akce jsou mnohostranné a přitahují pozornost mnoha návštěvníků. Mezinárodní hudební festival, pořádaný Lidovým klubem Waidhofen je každoroční stálicí. Nejmenší divadlo Rakouska, TAM – Theater an der Mauer (divadlo Na zdi), nabízí celoročně ve Waidhofenu hodnotná představení.
Město je vyhlášené svými kulinářskými lahůdkami. Jde zejména o Waldviertelského kapra, makové speciality a lahůdky z brambor.
Město se od roku 2003 pyšní největší evropskou voliérou ptáka ibise skalního. Ibis skalní (latinsky geronticus eremita, německy Waldrapp) je vzácný druh ibise a patří k nejsilněji ohroženým živočišným druhům na světě. Ve Waidhofenu našel tento ojedinělý druh svůj nový domov. Projekt „Waldrapp“ je sledován širokou veřejností a sklízí velké mezinárodní uznání od renomovaných expertů.
Pod centrem města byly odhaleny podzemní prostory ze středověku, které sloužily pravděpodobně také jako úniková cesta. Z větší části jsou chodby zavalené, ale jedna část je přece jen přístupná a je možné si ji prohlédnout.

## Setkání tradice a moderny

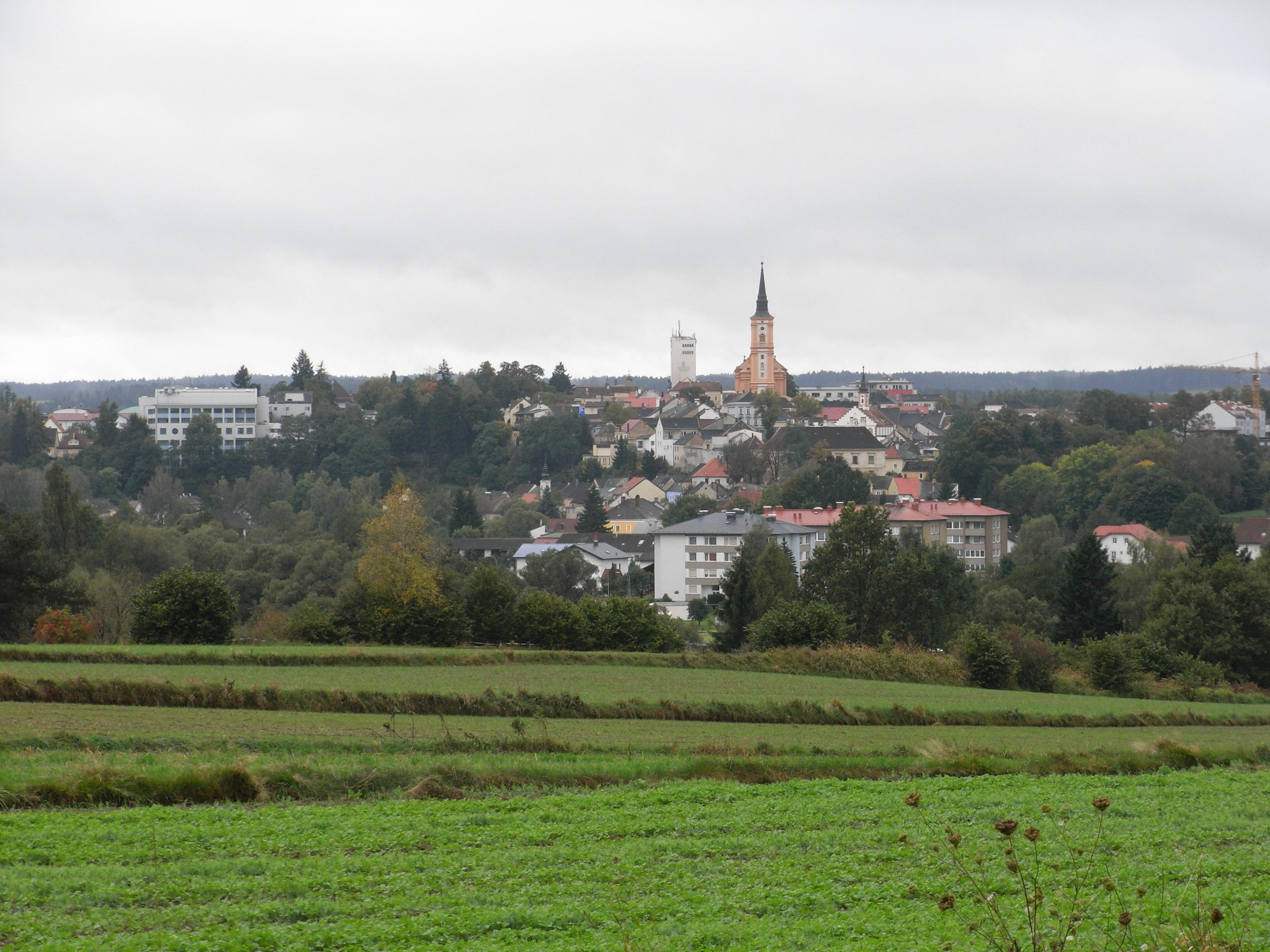
Waidhofen an der Thaya

V celém okrese Waldviertel a ve Waidhofenu především, jsou významné tradice moderny. Prohlédne-li si návštěvník historické jádro města, nalezne zde o tom mnoho důkazů – moderní infrastruktura se mísí s tradičními prvky města. O spojení tradice a moderny vypovídá také nově adaptovaná waidhofenská radnice. Původně v 16. století zbudovaná radnice, která sloužila již jako výstavní síň pro díla Arika Brauera a Bruna Haberzettla, stojící na hlavním náměstí už opravdu leccos zažila. Barokní farní kostel a láskyplně zařízená muzea umožňují návštěvníkům nahlédnout do historického, kulturního a hospodářského rozvoje. Od sloupu svaté Trojice až po moderní evangelické kostely vytvořené prof. E. Warlamisem si návštěvník vychutná vzácnou kultur plnými doušky.
V okolí města se nachází typická krajina Waldviertelu – mírné pahorky, zelené louky, lesy, řeky a potoky. Waidhofen se nachází v samém srdci Waldviertelu. Ve Waidhofenu nalezneme také Velkou baziliku (něm.: „Große Basilika“ – viz foto). Kruhový oblouk, jenž se táhne až k waidhofenskému farnímu kostelu, spojuje 97 dioritových bludných kamenů.

## Hospodářství a infrastruktura
Nezemědělských pracovišť bylo v roce 2001 375, zemědělských a lesohospodářských závodů po zjištění v roce 1999 138. Počet výdělečně činných osob v místě bydliště byl po sčítání lidu v roce 2001 2488. Podíl živnostníků činil v roce 2001 okolo 44,86 procent.

## Partnerská města
- Heubach, Německo, 1982
- Telč, Česko, 1992